# Charles Thomson
Charles Thomson (ur. 29 listopada 1729 w Gorteade, Maghera, zm. 16 sierpnia 1824 Lower Merion Township) – amerykański sekretarz Kongresu Kontynentalnego (1774-1789) ze stanu Pensylwania, jako sekretarz kongresu podpisał Deklarację Niepodległości Stanów Zjednoczonych.

## Życiorys
Amerykański patriota. Jako przedstawiciel Pensylwanii przekonał jej przywódców do wsparcia Massachusetts w początkowej fazie wojny o niepodległość. Kiedy w 1774 roku został zwołany Pierwszy Kongres Kontynentalny w Filadelfii, został jego sekretarzem. To on poinformował George’a Washingtona o wyborze na Prezydenta Stanów Zjednoczonych. Był jedynym nie-delegatem podpisanym na Deklaracji Niepodległości, ponieważ podpisał ją jako sekretarz kongresu.